# Xanthomaenas
Xanthomaenas är ett släkte av fjärilar. Xanthomaenas ingår i familjen björnspinnare.
Kladogram enligt Catalogue of Life:
| Xanthomaenas | \| \| Xanthomaenas singularis \| \| \| \| \| \| Xanthomaenas zonalis \| \| \| \| |
|              | \| \| Xanthomaenas singularis \| \| \| \| \| \| Xanthomaenas zonalis \| \| \| \| |
|              | Xanthomaenas singularis                                                          |
|              |                                                                                  |
|              | Xanthomaenas zonalis                                                             |
|              |                                                                                  |